# Ciments du Maroc
Ciments du Maroc  S.A. (CIMAR; arabisch إسمنت المغرب, DMG Ismant al-Maġrib) ist ein marokkanisches Unternehmen mit Sitz in Casablanca. Es ist der zweitgrößte Zementhersteller und der führende Anbieter von Transportbeton und Zuschlagstoffen in Marokko. Das Unternehmen ist in 2 Bereichen organisiert:
- Zement
- Zuschlagstoffe und Fertigbeton.

Mehrheitsaktionär ist der deutsche Baustoffhersteller Heidelberg Materials. Im Jahr 2021 verfügte die Gruppe über 3 Zementwerke, 5 Steinbrüche für Zuschlagstoffe, 21 Betonwerke und 4 Brecheranlagen in Marokko.
Die Aktien sind an der Bourse de Casablanca notiert und sowohl Teil des Moroccan All Shares Index (MASI) als auch des MASI 20, dem Index der 20 meist gehandelten Unternehmen.

## Geschichte
1951 wurde die Société des Ciments d’Agadir (SCA) gegründet, eine 100%ige Tochtergesellschaft von Ciments Français. Das Zementwerk hatte zu dem Zeitpunkt eine Kapazität von 60.000 Tonnen pro Jahr, die 7 Jahre später auf 100.000 Tonnen pro Jahr gestiegen ist. 1991 betrug sie 1,1 Mio. t pro Jahr. 1969 erfolgte der Börsengang an der Börse von Casablanca. Vier Jahre später wurde die Gesellschaft für marokkanische Aktionäre geöffnet. Der Anteil von Ciments Français sank daraufhin auf 37 %. Im Jahr 1989 wurden zwei Tochtergesellschaften im Bereich Baustoffe gegründet: Bétomar für Transportbeton und Sagram für Zuschlagstoffe. Diese beiden Unternehmen wurden 10 Jahre später unter dem Namen Bétomar fusioniert.
Im Jahr 1990 stieg Ciments Français erneut zum Mehrheitsaktionär auf, hat mit anderen Gesellschaften den Bau eines neuen Zementwerks mit einer Kapazität von 600.000 Jahrestonnen in Safi eingeleitet und die Tochtergesellschaft Cimasfi gegründet. Die Kapazität wurde schrittweise auf 1 Mio. t erhöht. 1992 übernahm Italcementi die Kontrolle über Ciments Français. Cimasfi und die Société des Ciments d’Agadir fusionierten zu Ciments du Maroc. 1997 geschah die Gründung der Tochtergesellschaft Indusaha und die Inbetriebnahme einer Brecheranlage. 1999 wurde die Firma Asmar, die ein Zementwerk in Marrakesch betreibt, durch Ciments du Maroc übernommen.
2007 wurden 11,7 % an der Suez Cement Company, Ägyptens führendem Zementhersteller, übernommen. 2010 wurde das Zementwerk Aït Baha mit einer Produktionskapazität von 2,2 Millionen Jahrestonnen in Betrieb genommen. 2011 wurde der erste Windpark in El Aaiún  zur Energieversorgung der örtlichen Brecheranlage eingeweiht, bestehend aus 6 Turbinen mit einer Gesamtleistung von 5,25 MW. 2014 wurde Bétomar übernommen. 2016 geschah die Integration von Ciments du Maroc in die HeidelbergCement Group, 2019 die Akquisition von Atlantic Ciment. 2022 wurde die Brecheranlage in Nador eingeweiht.